# Chowdavalli, Hassan
Chowdavalli là một làng thuộc tehsil Hassan, huyện Hassan, bang Karnataka, Ấn Độ.